# Nadiá Paulo Ferreira
Nadiá Paulo Ferreira (, ), é uma psicanalista e professora luso-brasileira, autora de diversas obras e artigos, parte deles tendo por temática o amor.
Foi membra da seção Rio de Janeiro do Corpo Freudiano Escola de Psicanálise, e da parisiense Association Insistance, ambos vinculados ao Movimento Lacaniano.

## Carreira
Paulo Ferreira é professora titular da cadeira de literatura portuguesa da Universidade do Estado do Rio de Janeiro (Uerj), onde também colabora em seu programa de pós-graduação em psicanálise.
Em 1975 participou do Colégio Freudiano do Rio de Janeiro, que foi a primeira instituição no Brasil da psicanálise da linha lacaniana.
A autora ganhou maior celebridade após o lançamento, em 2004, da obra A Teoria do Amor, cuja tiragem inicial rapidamente se esgotou, o que lhe rendeu entrevistas em grande rede de televisão e em revistas, como a Cult.
Entre 2001 (ano de sua fundação) até 2012 foi editora da revista O Marrare, voltada para a pós-graduação em literatura portuguesa da Uerj.

## Principais trabalhos
- Freud: criador da psicanálise. (2002, coautoria junto a Marco Antônio Coutinho Jorge), coleção Passo a Passo.
- Lacan, o grande freudiano (2005, coautoria junto a Marco Antônio Coutinho Jorge), coleção Passo a Passo.
- A Teoria do Amor (2004, Rio de Janeiro: Zahar, 70 p, ISBN 9788571107779 — Título alternativo: "A Teoria do Amor na Psicanálise")
- Amor, Ódio & Ignorância (Faperj/Contra Capa, 2005)
- Malditos, Obscenos e Trágicos (EdUerj, 2013)
- Aprendizagem do Nada (2024, Editora Quixote+Do)